# Rebricea (gmina)
Rebricea – gmina w Rumunii, w okręgu Vaslui. Obejmuje miejscowości Bolați, Crăciunești, Draxeni, Măcrești, Rateșu Cuzei, Rebricea, Sasova, Tatomirești i Tufeștii de Jos. W 2011 roku liczyła 3451 mieszkańców.